# Caisse d'allocations familiales (Belgique)
 (octobre 2016).
Pour les autres articles nationaux ou selon les autres juridictions, voir Caisse d'allocations familiales.
En Belgique, il existe 26 caisses d’allocations familiales pour travailleurs salariés, pilotées par l'agence fédérale belge pour les allocations familiales (FAMIFED). C’est l’organisme de la sécurité sociale qui est chargé de l’organisation du régime des prestations familiales. Pour les indépendants, l’organisme de tutelle est l’Institut national d’assurances sociales pour travailleurs indépendants, via la Caisse nationale auxiliaire.